# Крушкі (Великопольське воєводство)
Крушкі (пол. Kruszki, нім. Schönrode) — село в Польщі, у гміні Лобжениця Пільського повіту Великопольського воєводства.
Населення — 272 особи (2011).
У 1975-1998 роках село належало до Пільського воєводства.

## Демографія
Демографічна структура станом на 31 березня 2011 року:
|          | Загалом | Допрацездатний вік | Працездатний вік | Постпрацездатний вік |
| -------- | ------- | ------------------ | ---------------- | -------------------- |
| Чоловіки | 138     | 33                 | 92               | 13                   |
| Жінки    | 134     | 36                 | 73               | 25                   |
| Разом    | 272     | 69                 | 165              | 38                   |